# God's Son
God's Son è il sesto album del rapper statunitense Nas, pubblicato il 17 dicembre del 2002 dalla Columbia e dall'etichetta di Nas, la Ill Will Records. La produzione è affidata, tra gli altri, a The Alchemist, Salaam Remi, Chucky Thompson ed Eminem. Parzialmente ispirato dalla faida di Nas con Jay-Z e alla morte di sua madre all'inizio del 2002, God's Son copre argomenti lirici come la religione, la violenza e le sue esperienze emotive. È stato ritenuto dai critici musicali come un'opera personale di Nas.
L'album debutta alla diciottesima posizione nella Billboard 200, vendendo 156 000 copie nella sua prima settimana, per poi raggiungere il 12º posto come picco massimo e dall'album sono estratti tre singoli di successo commerciale. Dopo la sua uscita, God's Son ha ricevuto un plauso universale da parte della critica, con i critici che elogiano il suo lirismo e vedono in ciò una progressione dai suoi lavori precedenti. Il 14 gennaio 2003, la RIAA lo certifica disco di platino in seguito al milione di copie vendute.

## Background
L'album d'esordio di Nas, Illmatic (1994), aveva ricevuto il plauso della critica, ma le sue successive pubblicazioni erano considerate più commerciali e avevano ottenuto critiche in tal senso. Il collega di New York Jay-Z dissa Nas in Takeover e il rapper del Queensbridge risponde con Ether, pubblicato nell'album Stillmatic (2001) che ne ha segnato il ritorno artistico. Jay-Z in seguito sfida Nas in una rap battle in pay-per-view, ma Nas rifiuta: «la pay-per-view è per wrestler e boxer. Io faccio dischi. Se Jay-Z vuole battersi, dovrebbe far uscire il suo album nello stesso giorno in cui io faccio uscire il mio e lasciare che decida la gente» riferendosi al suo God's Son e al The Blueprint 2 di Jay-Z.
Dopo la pubblicazione di Stillmatic, Nas ha trascorso del tempo a curare sua madre malata, Ann Jones, fino alla morte per cancro al seno avvenuta nell'aprile del 2002. Nas non ha voluto registrare musica mentre sua madre era malata, periodo nel quale sono arrivati diversi dissing da parte del rivale Jay-Z. All'epoca, Nas si avvicinava alla fine della sua faida con Jay-Z, che ispirava anche il materiale personale ed emotivo dell'album.

## Ricezione
| Recensione                    | Giudizio |
| ----------------------------- | -------- |
| AllMusic                      | [ 1 ]    |
| Spin                          | [ 7 ]    |
| Entertainment Weekly          | B        |
| Rolling Stone                 | [ 9 ]    |
| Billboard                     | [ 7 ]    |
| Vibe                          | [ 7 ]    |
| Pitchfork                     | [ 7 ]    |
| NME                           | [ 10 ]   |
| Q                             | [ 7 ]    |
| Los Angeles Times             | [ 11 ]   |
| Stylus Magazine               | B+       |
| Blender                       | [ 13 ]   |
| The Rolling Stone Album Guide | [ 14 ]   |

L'album è generalmente accolto in maniera positiva dai critici musicali. Sul sito Metacritic ottiene un punteggio di 81/100 basato su 18 recensioni. AllMusic e IGN lo piazzano dietro a Illmatic e Stillmatic. Nonostante abbia definito la produzione «tiepida», Sam Chennault di Pitchfork ha lodato l'abilità lirica di Nas, descrivendolo come «tecnicamente sbalorditivo» come MC e «ritmicamente versatile e intellettualmente perspicace.» Chennault e Launch.com hanno paragonato God's Son a Illmatic, mentre PopMatters lo giudica inferiore al «leggendario Stillmatic», così come Berliner per Stylus Magazine. Per The A.V. Club invece, «God's Son è un degno seguito di Stillmatic.»
Serena Kim della rivista Vibe ha dichiarato che «qui è auto-ironico in maniera disarmante, e ci offre un raro sguardo dentro il suo processo artistico.» Ethan Brown della rivista New York ha elogiato il lirismo di Nas e ha trovato la sua opera musicalmente significativa, dichiarando: «qui, Nas è così feroce, così esplicito, così al comando con le parole che demolisce non solo l'opera dei nostri rapper richiamando parolieri della musica fenomenali come Rakim, ricorda persino i progenitori dell'hip-hop come Muhammad Ali nell'epoca del Rumble in the Jungle [...] come i progetti innovativi del passato, God's Son non è semplicemente un grande album, è un promemoria di ciò che ci è mancato [...] Nas riporta l'hip hop alle origini con un break-beat grezzo e una storia ben raccontata. Questa è l'essenza del punk; vediamo se il rap essenziale di Nas dà il via a una rivoluzione.»
Jason Birchmeier, per Allmusic, scrive: «God's Son non è proprio il capolavoro che potrebbe essere [...] ma è sicuramente uno degli album migliori nella carriera del rapper del Queensbridge.» Non mancano le recensioni negative. Ta-Nehisi Coates di The Village Voice scrive che «Nas si è reso mediocre [...] molte tracce in God's Son supplicano per i funerali.» Spin giudica il disco appena sufficiente.
Brett Berliner per Stylus Magazine recensisce positivamente il sesto album del rapper: «se Nas avesse scelto di eliminare quattro tracce e ridurlo alle dieci di Illmatic, sarebbe sul livello di Stillmatic e ne parleremmo come il quarto classico di Nas.» Tuttavia, Berliner elogia Nas scrivendo che «è il miglior paroliere nel rap di oggi, forse di sempre. In particolare, la sua coerenza è tale che ha l'abilità di salvare canzoni prodotte male con le sue sole rime.» Recensioni positive arrivano anche dal critico Robert Christgau, che assegna tre stelle all'album, da Rolling Stones (secondo Christian Hoard, «ad ogni modo, è il ritorno dell'anno nell'hip hop»), da Billboard («provocante e magistrale, God's Son trova finalmente Nas realizzare il suo pieno potenziale come MC») e da Blender («Nas rivuole la sua corona»).
Spin nomina Made You Look nono miglior singolo del 2003. The Village Voice classifica God's Son al cinquantaduesimo posto nel suo sondaggio dei critici di Pazz & Jop. Kludge lo include nella sua lista dei migliori album del 2002, per Metacritic è il 25° miglior album del 2002 e secondo Henry Adaso di About.com, l'album è l'unico dove Nas dimostra «crescita e maturità.»

## Performance commerciale
God's Son debutta alla diciottesima posizione nella Billboard 200, vendendo 156 000 copie nella sua prima settimana. La dodicesima posizione è il picco massimo di God's Son nella classifica statunitense. Vende 630 000 copie in tre settimana restando nei primi venti posti della classifica, e arrivando al vertice della classifica Top R&B/Hip-Hop Albums, ottenendo anche la certificazione di disco di platino da parte della RIAA il 14 gennaio del 2003. L'album produce tre singoli: I Can (12° nella Billboard Hot 100), Made You Look (32° nella Hot 100) e Get Down (76° nella Hot R&B/Hip-Hop Singles & Tracks).

## Impatto
Dopo la pubblicazione di Ether e Stillmatic, Nas ha guadagnato l'applauso universale da parte della critica come miglior rapper di New York, noto anche come "King di New York". God's Son diviene una sorta di spartiacque: da una parte ha la possibilità di consolidare il suo status, dall'altra rischia di dimostrare la sua incoerenza artistica. In una recensione di God's Son, Joseph Jones di PopMatters dichiara che «God's Son è monumentale in termini dell'attuale lotta di potere nell'hip hop. Che ti piaccia o meno, Ether ha fatto questo. Con God's Son, Nas ha l'opportunità di cementare il suo status come Re di NY almeno per altri 3-4 anni o potrebbe dimostrare di non essere il salvatore su cui gli appassionati di hip-hop dovrebbero puntare le proprie speranze.» In God's Son, Nas fa riferimento alla faida con Jay-Z in diverse tracce (Last Real Nigga Alive ad esempio).

## Tracce
1. Get Down – 4:04 (testo: Nasir Jones, Salaam Gibbs – musica: Salaam Remi. Co-produzione: Nas)
2. The Cross – 3:49 (testo: Jeff Bass, Marshall Mathers, Jones – musica: Eminem)
3. Made You Look – 3:21 (testo: Jerry Lordan, Jones, Gibbs – musica: Salaam Remi)
4. Last Real Nigga Alive – 5:05 (testo: Ron Brown – musica: Rondell Turner, Jones)
5. Zone Out (featuring Bravehearts) – 3:48 (testo: Jabari Jones, Michael Epps, Jones, Gibbs – musica: Salaam Remi)
6. Hey Nas (featuring Claudette Ortiz & Kelis) – 4:05 (testo: Allan Felder, Keni Burke, Jones, Norma Wright, Gibbs – musica: Salaam Remi)
7. I Can – 4:13 (testo: Jones, Gibbs, Roy Hammond – musica: Salaam Remi)
8. Book of Rhymes – 3:54 (testo: Alan Maman, Jones, David Camon – musica: The Alchemist)
9. Thugz Mansion (N.Y.) (featuring 2Pac & J. Phoenix) – 4:07 (testo: Claudio Cueni, Johnny Jackson, Larry Loftin, Michael Herring, Jones, Tupac Shakur – musica: Claudio Cueni, Michael Herring)
10. Mastermind – 4:07 (testo: Maman, Jones – musica: The Alchemist)
11. Warrior Song (featuring Alicia Keys) – 4:42 (testo: Alicia Keys, Jones – musica: Alicia Keys)
12. Revolutionary Warfare (featuring Lake) – 3:29 (testo: Maman, Leroy Jackson, Jones, Patrick Adams, Terry Philips – musica: The Alchemist)
13. Dance – 3:34 (testo: Chucky Thompson, Jones – musica: Chucky Thompson)
14. Heaven (featuring Jully Black) – 4:41 (testo: Ajene Griffith, Eddie Holman, Jully Black, Karl Wailoo, Jones, Sheila Holman – musica: Agile)

Durata totale: 56:59
Tracce bonus
1. Thugz Mirror Freestyle – 1:50 (musica: The Alchemist)
2. Pussy Killz – 4:38 (musica: Chucky Thompson)
3. The G.O.D. – 2:39 (musica: Swizz Beatz)

### Campionamenti
Get Down
- Get Up and Get Down dei The Dramatics
- Funky Drummer di James Brown
- The Boss di James Brown
- Rock Creek Park dei The Blackbyrds

Made You Look
- Apache degli Incredible Bongo Band

Hey Nas
- Risin' to the Top Bill di Allan Felder

I Can
- Per Elisa di Ludwig van Beethoven
- Impeach the President dei The Honey Drippers

Book of Rhymes
- For the Dollar Bill di Tommy Tate

Warrior Song
- Na Poi di Fela Kuti

Revolutionary Warfare
- We Made It di Black Ivory

Dance
- Aïcha di Cheb Khaled
- I Hope You Dance di Lee Ann Womack

Heaven
- I Love You di Eddie Holman

Pussy Killz
- My Hero Is a Gun di Diana Ross

## Formazione
Musicisti
- Nas – voce, produttore esecutivo, co-produttore (traccia 1)
- Bravehearts – voci aggiuntive (traccia 5)
- Claudette Ortiz – voce aggiuntiva (traccia 6)
- Kelis – voce aggiuntiva (traccia 6)
- J. Phoenix – voce aggiuntiva (traccia 9)
- 2Pac – voce aggiuntiva (traccia 9)
- Alicia Keys – voce aggiuntiva, produttore (traccia 11)
- Lake – voce aggiuntiva (traccia 12)
- Jully Black – voce aggiuntiva (traccia 14)

Produzione
- The Alchemist – produttore (tracce 8, 10, 12 e 15)
- Eminem – produttore (traccia 2)
- Ron Browz – produttore (traccia 4)
- Claudio Cueni – co-produttore (traccia 9)
- Michael Herring – produttore (traccia 9)
- Chucky Thompson – produttore (traccia 13)
- Agile – co-produttore (traccia 14)
- Saukrates – co-produttore (traccia 14)
- Chris Gehringer – masterizzazione, ingegnere audio
- Steve Stoute – produttore esecutivo
- David Belgrave – marketing
- Chris a.k.a. "Brother Feldmann" – design, direzione artistica
- James Hunter – artista grafico
- Jarrett Demartino – illustrazione
- Jonathan Mannion – fotografia

## Classifiche

### Classifiche settimanali
| Classifica (2003)         | Posizione massima |
| ------------------------- | ----------------- |
| Australia                 | 57                |
| Francia                   | 46                |
| Germania                  | 89                |
| Paesi Bassi               | 42                |
| Regno Unito               | 57                |
| Stati Uniti               | 12                |
| US Top R&B/Hip-Hop Albums | 1                 |
| Svizzera                  | 56                |

### Classifiche di fine anno
| Classifica (2003)         | Posizione massima |
| ------------------------- | ----------------- |
| Stati Uniti               | 58                |
| US Top R&B/Hip-Hop Albums | 10                |